# Zapadna Njemačka
Zapadna Njemačka (njem. Westdeutschland), povijesni i najčešći je naziv za Saveznu Republiku Njemačku (njem. Bundesrepublik Deutschland) od njezinog osnivanja 1949. pa do ponovnoga ujedinjenja 1990. godine kada je Istočna Njemačka postala dio Savezne Republike. Od 1990., pa do danas, Savezna Republika Njemačka je poznata pod običnijim i kraćim nazivom Njemačka.
Na početku hladnog rata, nakon njemačkog poraza u Drugom svjetskom ratu, Njemačka je podijeljena na dvije države i dva posebna teritorija (Saar i Berlin). Savezna Republika je preuzela ekskluzivni mandat nad cijelom Njemačkom, te je sebe smatrala demokratski organiziranim carstvom, a podloga za to bio je izgovor da istočnonjemačka vlada nije demokratski izabrana, pa prema tome nije ni legitimna. Nakon glasovanja naroda i Saarska oblast se 1957. pridružila Zapadnoj Njemačkoj. Zapadni Berlin, koji pravno nije bio dio Zapadne Njemačke, imao je uske veze i suradnju s njom, a imao je i svog predstavnika u zapadnonjemačkom parlamentu. Odnos između dvaju njemačkih država poboljšao se tijekom razdoblja Ostpolitika (koju je uveo Willy Brandt). Tijekom tog razdoblja Zapadna i Istočna Njemačka su se međusobno priznale, no Zapadna Njemačka je Istočnu Njemačku priznala kao de facto vladu unutar jedinstvene Njemačke, dok je Istočna Njemačka Zapadnu priznala i de facto i de jure.
Nakon pada komunizma u Istočnoj i Srednjoj Europi (1989. – 1990.) i nakon rušenja Berlinskog zida, pojavila se velika želja za ponovnim ujedinjenjem Njemačke. Glasovanjem, građani Istočne Njemačke su odlučili da žele da se DDR ukine i pridruži Zapadnoj Njemačkoj. To se i dogodilo. Istočna Njemačka, kao i Berlin (koji je tada prestao biti poseban teritorij) pridružili su se Zapadnoj Njemačkoj 3. listopada 1990. godine. Ovim spajanjem, stvorena je jedinstvena država Njemačka, a dominantna država nakon reunifikacije bila je Zapadna Njemačka, kako kulturno tako i politički. S konstitucionalne perspektive, Njemačka se gleda kao nastavak, prije nego nasljednica, Zapadne Njemačke.
Temelji za njemačku ekonomsku moć (koju drži danas) postavljeni su tijekom 1950-ih događajem znanim kao Wirtschaftswunder (gospodarsko čudo), kada se Zapadna Njemačka jako brzo oporavila od destruktivnih posljedica Drugog svjetskog rata i uzdigla se do razine 3. svjetske ekonomske sile. Takvo gospodarsko čudo je velikim dijelom bilo moguće zbog opraštanja dugova Saveznoj Republici njemačkoj Londonski sporazum iz 1953. godine. Prvi kancelar Konrad Adenauer, koji je tu poziciju držao do 1963., za novi glavni grad je postavio svoj rodni grad Bonn (zbog toga je ova država nekad nazivana i Bonnska Republika), a zapečatio je i čvrst savez sa Zapadom. Adenauer nije Njemačkoj samo osigurao članstvo u NATO-u, nego je i bio jedan od osoba koje su postavile temelje za osnivanje Europske unije. Njemačkoj je uspio osigurati i mjesto u savezu G8, što je bio još jedan primjer njemačke moći.
Pojam zapadna Njemačka na hrvatskom jeziku (osim naziva ove države) može značiti i zemljopisno područje unutar Njemačke.